# Murstensdalen
Murstensdalen är ett naturreservat i Hällefors kommun i Örebro län.
Området är naturskyddat sedan 2001 och är 763 hektar stort. Reservatet består av gammal tallskog, stråk av myrar, tjärnar och sjöar.